# Wapen van Ter Aar

Het Wapen van Ter Aar

Het wapen van Ter Aar werd op 28 december 1859 per ministerieel besluit, na advies van de Hoge Raad van Adel, aan de Zuid-Hollandse gemeente Ter Aar verleend. Het wapen bleef vanwege een gemeentelijke fusie in gebruik tot 1 januari 2007. De vos uit het wapen is overgenomen door de gemeente Nieuwkoop. Het wapen is afgeleid van het wapen van het baljuwschap Voshol, waartoe Ter Aar tot 1834 behoorde.

## Blazoenering
De blazoenering van het wapen luidt als volgt:
Zijnde een schild parti, het eerste deel van keel, het tweede van goud met eenen klimmenden vos van keel.
Het wapen is daarmee verticaal gedeeld, het heraldisch rechter deel is rood van kleur, hier is niets op afgebeeld. Het heraldisch linker deel is goud met daarop een rode op de achterpoten staande vos. Het wapen heeft geen kroon of schildhouder(s).

## Vergelijkbare wapens

Het wapen van het baljuwschap Voshol
Het wapen van De Aarlanden
Het wapen van Nieuwkoop